# バーネガット級水上機母艦
バーネガット級水上機母艦（バーネガットきゅうすいじょうきぼかん、英:Barnegat-class seaplane tender）は、第二次世界大戦中に建造されたアメリカ海軍の小型水上機母艦。水上機母艦として30隻、魚雷艇母艦として4隻、カタパルト訓練船として1隻完成した。

## 設計
第二次世界大戦の前から、アメリカ海軍は太平洋で戦争を行う際未開発の島や環礁からの航空作戦を可能にするため、水上機母艦を大量に保有する必要性を予見していた。水上機母艦（AV）は、飛行隊2個中隊を編成できる構造となっているが、建造コストが高く喫水が深いため浅い港湾では運用できない。そこで米海軍は、喫水が浅く1個飛行隊しか編成できないが、建造費が安く浅瀬でも運用できる「小型水上機母艦」（AVP）の建造を計画した。AVPは「駆逐艦改造水上機母艦」（AVD）の後継ではなく、バーネガット級が開戦時の海軍の需要を満たす速さで建造できなかったため、古い駆逐艦から改造されたものであった。水上機母艦および小型水上機母艦は、割り当てられた水上機飛行隊に物資、予備部品、燃料、修理、停泊を提供するために設計されており、設置された水上機基地の主要な防衛線として機能するための兵装が装備されていた。

## 命名
本級は、ネームシップバーネガットに因んで命名された。いくつかの艦には島の名前が付けられたが、その他の艦名は米国および当時のアラスカ準州の湾や入り江などの水域の名前が付けられた。

## 運用
これらの艦は多用途性と耐久性に優れており、戦後は長い第二の人生を歩んだ。18隻が沿岸警備隊に移管され、改修の後にカスコ級カッターとして再就役した。アメリカ海軍、アメリカ沿岸測地局、ギリシャの海洋調査船となったものもある。18隻は主に気象通報船として1960年代後半から1970年代前半までその役割を果たした。後に艦の多くは、エチオピア、イタリア、ノルウェー、フィリピン、南ベトナムなどの外国海軍に移管され、巡視船や訓練船として使用されたほか、ギリシャでクルーズ船として商業利用されたものも存在する。
その中の7隻は、ベトナム戦争のベトナム化政策に伴い南ベトナム海軍に供与された。
南ベトナム海軍に供与された艦艇は1975年のサイゴン陥落と南ベトナム崩壊に伴い、1隻が北ベトナムに接収されてベトナム人民海軍に編入され、おそらくは2000年まで運用された。残る6隻はフィリピンへ亡命後、アンドレス・ボニファシオ級フリゲートとして4隻がフィリピン海軍に編入され1993年まで運用された（残る2隻は部品取り用に解体された）。

## 同型艦

### 完成艦
- バーネガット（USS Barnegat, AVP-10）
- ビスカイン（USS Biscayne, AVP-11）その後AGC-18に分類
- カスコ（USS Casco, AVP-12）
- マッキナック（USS Mackinac, AVP-13）
- フンボルト（USS Humboldt, AVP-21）その後AG-121に分類されAVP-21に戻る
- マタゴーダ（USS Matagorda, AVP-22）その後AG-122に分類されAVP-22に戻る
- アプセコン（USS Absecon, AVP-23）
- シンコティーグ（USS Chincoteague, AVP-24）
- クース・ベイ（USS Coos Bay, AVP-25）
- ハーフ・ムーン（USS Half Moon, AVP-26）
- モブジャック（USS Mobjack, AVP-27）その後AGP-7に分類
- オイスター・ベイ（USS Oyster Bay, AVP-28）その後AGP-6分類されAVP-28に戻る
- ロックアウェイ（USS Rockaway, AVP-29）その後AG-123分類されAVP-29に戻る
- サン・パブロ（USS San Pablo, AVP-30）その後AGS-30に分類
- ユニマク（USS Unimak, AVP-31）
- ヤクタット（USS Yakutat, AVP-32）
- バラタリア（USS Barataria, AVP-33）
- ベーリング・ストレイト（USS Bering Strait, AVP-34）
- キャッスル・ロック（USS Castle Rock, AVP-35）
- クック・インレット（USS Cook Inlet, AVP-36）
- コーソン（USS Corson, AVP-37）
- ダックスベリー・ベイ（USS Duxbury Bay, AVP-38）
- ガーディナーズ・ベイ（USS Gardiners Bay, AVP-39）
- フロイズ・ベイ（USS Floyds Bay, AVP-40）
- グリニッジ・ベイ（USS Greenwich Bay, AVP-41）
- オンスロウ（USS Onslow, AVP-48）
- オルカ（USS Orca, AVP-49）
- リホボス（USS Rehoboth, AVP-50）その後AGS-50に分類
- サン・カルロス（USS San Carlos, AVP-51）
- セリコフ（USS Shelikof, AVP-52）
- スサン（USS Suisun, AVP-53）
- ティンバリエ（USS Timbalier, AVP-54）
- ヴァルカー（USS Valcour, AVP-55）その後AGF-1に分類
- ワチャップリーグ（USS Wachapreague, AVP-56）その後AGP-8に分類
- ウィロビー（USS Willoughby, AVP-57）その後AGP-9に分類

### 未成艦
- ハッテラス（USS Hatteras, AVP-42）1943年4月22日建造中止
- ヘンプステッド（USS Hempstead, AVP-43）1943年4月22日建造中止
- カミシャク（USS Kamishak, AVP-44）1943年4月22日建造中止
- マゴシー（USS Magothy, AVP-45）1943年4月22日建造中止
- マタンザス（USS Martanzas, AVP-46）1943年4月29日建造中止
- メトムキン（USS Metomkin, AVP-47）1943年4月29日建造中止